# 云浮新区
云浮新区位于中国广东省云浮市的东北部，是由广东省政府在2014年5月同意设立，其管委会为云浮市的派出机构。云浮新区管辖原云安区的都杨镇和云城区的安塘街道、思劳镇、腰古镇，总面积535.5平方公里。